# Теректы (городская администрация Жезказгана)
Теректы (каз. Теректі) — станция в Улытауской области Казахстана. Находится в подчинении городской администрации Жезказгана. Входит в состав Кенгирского сельского округа. Код КАТО — 351839800.

## Население
В 1999 году население станции составляло 582 человека (292 мужчины и 290 женщин). По данным переписи 2009 года, в населённом пункте проживало 428 человек (221 мужчина и 207 женщин).